# دانيال ايون
دانيال ايون (بالفرنسية: Daniel Eon)‏ هو لاعب كرة قدم فرنسي في مركز حراسة المرمى، ولد في 20 ديسمبر 1939 في سان نازير في فرنسا، وتوفي في 15 مارس 2021 في نانت في فرنسا. شارك مع منتخب فرنسا لكرة القدم. أما مع النوادي، فقد لعب مع نادي لو روتش ونادي نانت.

## وصلات خارجية
- دانيال ايون على موقع قاعدة بيانات كرة القدم.إي يو (الإنجليزية)
- دانيال ايون على موقع ناشيونال فوتبول تيمز (الإنجليزية)
- دانيال ايون على موقع عالم كرة القدم.نت (الإنجليزية)